# Las Caletillas
Las Caletillas es una entidad de población perteneciente al municipio de Candelaria, en la isla de Tenerife —Canarias, España—.

## Características
Las Caletillas se encuentra situada en la costa del extremo nordeste del valle de Güímar, a aproximadamente tres kilómetros del centro municipal y a una altitud media de 16 m s. n. m.
El barrio cuenta con varias plazas públicas y parques infantiles, instalaciones deportivas —cancha municipal Los Geranios—, una entidad bancaria, un parque para perros, farmacias, una gasolinera, así como con bares y restaurantes concentrados sobre todo en la avenida Marítima, y con comercios a lo largo de la Rambla de los Menceyes. Cuenta además con una oficina de información turística en la plaza de Las Caletillas.
Toda la línea costera de la localidad se encuentra repleta de pequeñas calas —La Arenita, Puntagorda, Las Arenas, Las Caletillas, de Cho Víctor y del Charco del Musgo—.
En este núcleo se encuentra la Central Térmica de Las Caletillas.
La vía principal de la localidad es la Rambla de Los Menceyes, donde se encuentran las antiguas estatuas de piedra volcánica de los menceyes que estaban situadas en la plaza de la Patrona de Canarias hasta 1993.

## Demografía
| Año        | 2000  | 2001  | 2002  | 2003  | 2004  | 2005  | 2006  | 2007  | 2008  | 2009  | 2010  | 2011  | 2012  | 2013  | 2014  |
| ---------- | ----- | ----- | ----- | ----- | ----- | ----- | ----- | ----- | ----- | ----- | ----- | ----- | ----- | ----- | ----- |
| Habitantes | 1.880 | 1.995 | 1.623 | 1.954 | 2.294 | 2.600 | 2.648 | 2.773 | 2.908 | 3.089 | 3.340 | 3.514 | 3.551 | 3.601 | 3.685 |

## Historia
En la década de 1960 se trataba de un pequeño caserío con pocas viviendas, pero a partir de ahí se desarrolló una urbanización, en principio turística, pero que terminó siendo un área dormitorio para las personas que trabajan en Santa Cruz de Tenerife. 

## Fiestas
El último sábado de agosto celebra Las Caletillas sus fiestas patronales en honor a Santa María Magdalena y a la Virgen del Mar. El acto principal de estas fiestas es la procesión y posterior encuentro de las dos imágenes en la plaza de Las Caletillas seguida de la Santa Eucaristía, y a continuación la exhibición pirotécnica. Tras esto, ambas imágenes regresan a sus respectivas parroquias.

## Comunicaciones
Se llega al barrio a través de la Autopista del Sur TF-1.

### Transporte público
Posee una parada de taxi en la avenida Marítima, frente al Hotel Punta del Rey.
En autobús —guagua— queda conectada mediante las siguientes líneas de TITSA:

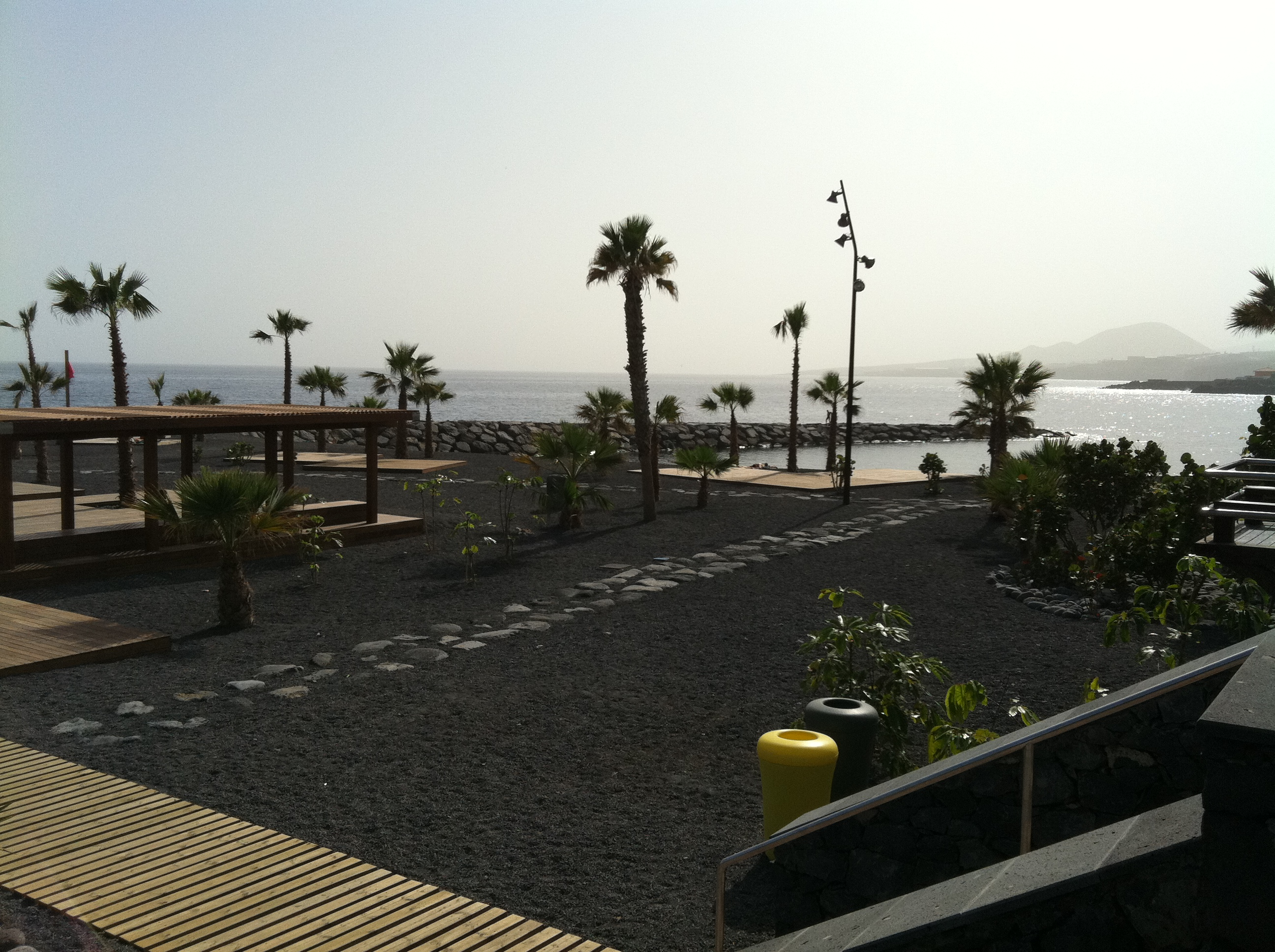
Zona recreativa en la playa del Dique.

| Línea | Trayecto                                                                     | Recorrido |
| ----- | ---------------------------------------------------------------------------- | --- |
| 111   | Sta. Cruz - Aeropuerto Sur - Los Cristianos - Costa Adeje                    | Horario/Línea                                                                                                   |
| 112   | Sta. Cruz - Arona (por Costa del Silencio)                                   | Horario/Línea (enlace roto disponible en Internet Archive; véase el historial, la primera versión y la última). |
| 115   | Sta. Cruz - Las Galletas - Costa del Silencio                                | Horario/Línea (enlace roto disponible en Internet Archive; véase el historial, la primera versión y la última). |
| 116   | Sta. Cruz - Granadilla (por El Médano)                                       | Horario/Línea (enlace roto disponible en Internet Archive; véase el historial, la primera versión y la última). |
| 120   | Sta. Cruz - Güímar (por Candelaria y Puertito de Güímar)                     | Horario/Línea                                                                                                   |
| 121   | Sta. Cruz - Güímar (por Arafo)                                               | Horario/Línea                                                                                                   |
| 124   | Sta. Cruz - Güímar (por Candelaria y Polígono I. de Güímar)                  | Horario/Línea Archivado el 29 de julio de 2016 en Wayback Machine.                                              |
| 126   | Candelaria - Guajara (Universidad) - H. U. La Candelaria - Intercambiador SC | Horario/Línea                                                                                                   |
| 131   | Sta. Cruz - Igueste de Candelaria (por Las Caletillas)                       | Horario/Línea Archivado el 29 de julio de 2016 en Wayback Machine.                                              |

## Lugares de interés
- Hotel Catalonia Punta del Rey****
- Zona recreativa Playas de Puntalarga